# Rueland Frueauf il Vecchio
Rueland Frueauf il Vecchio (1440? – Passavia, 1507) è stato un pittore tedesco.

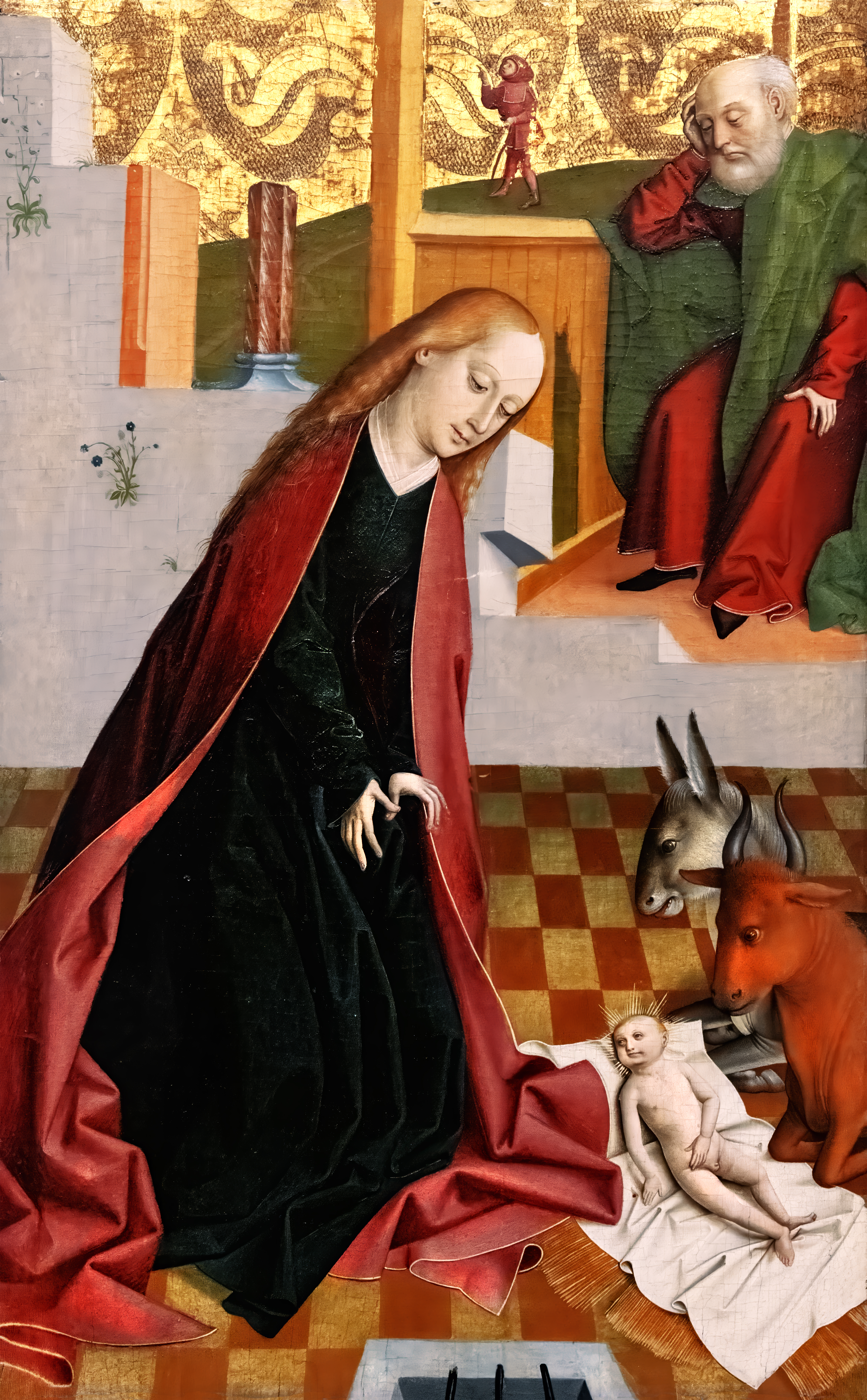
La Natività 1507 in Museo Correr, Venizia

La sua prima attività si svolse a Salisburgo dal 1470 al 1478, dove collaborò con Konrad Laib. Sempre a Salisburgo venne influenzato dallo stile fiammingo contemporaneo, e furono questi due mondi a segnare la pittura, anche successiva, di Rueland. In lui si incrociarono due correnti: la cultura italiana e la fiamminga.
Di questo periodo (1475) è il polittico della Passione, del quale sono giunte fino a noi solo le ante esterne, con le Dodici storie della Passione, il Cristo benedicente e la Vergine, tutte conservate al museo di Ratisbona. 
Dal 1480 è cittadino di Passavia, e nel 1484 viaggiò nei Paesi Bassi. 
Nel 1490 realizza a Salisburgo il vasto polittico con quattro Storie della Vergine sul rovescio e quattro Storie della Passione sulla parte anteriore, nel quale mostra una spiccata capacità per la resa psicologica e dei particolari (il polittico si trova oggi nell'Österreichische Galerie di Vienna). 
È stato assegnato alla sua bottega, probabilmente da un disegno di Rueland, il Polittico della Vergine ora diviso in cinque diversi musei.
L'ultima opera certa di Rueland è il Ritratto di Jobst Seyfried (1500, al Kunsthistorisches Museum di Vienna), in cui la franchezza con la quale è dipinto il soggetto mostra l'influenza del Maestro di Flémalle e di Veit Stoss.